# Roscommon
Roscommon (en irlandais : Ros Comáin) est une ville du comté de Roscommon en Irlande. Son nom provient de Saint Coman qui y fonda un monastère au VIIIe siècle.
D'après le recensement de 2006, la ville de Roscommon compte 5 017 habitants.

## Monuments et lieux touristiques
- Château de Roscommon (XIIIe siècle).
- Roscommon County Museum (en).
- Abbaye de Roscommon (en).
- Palais de justice (en).
- Église du Sacré-Cœur (en).
- Hôpital du Sacré-Cœur (en).

## Personnalité
- Edward J. Flanagan (1886-1948), prêtre américain, fondateur de 'Boys Town', est né à Roscommon.

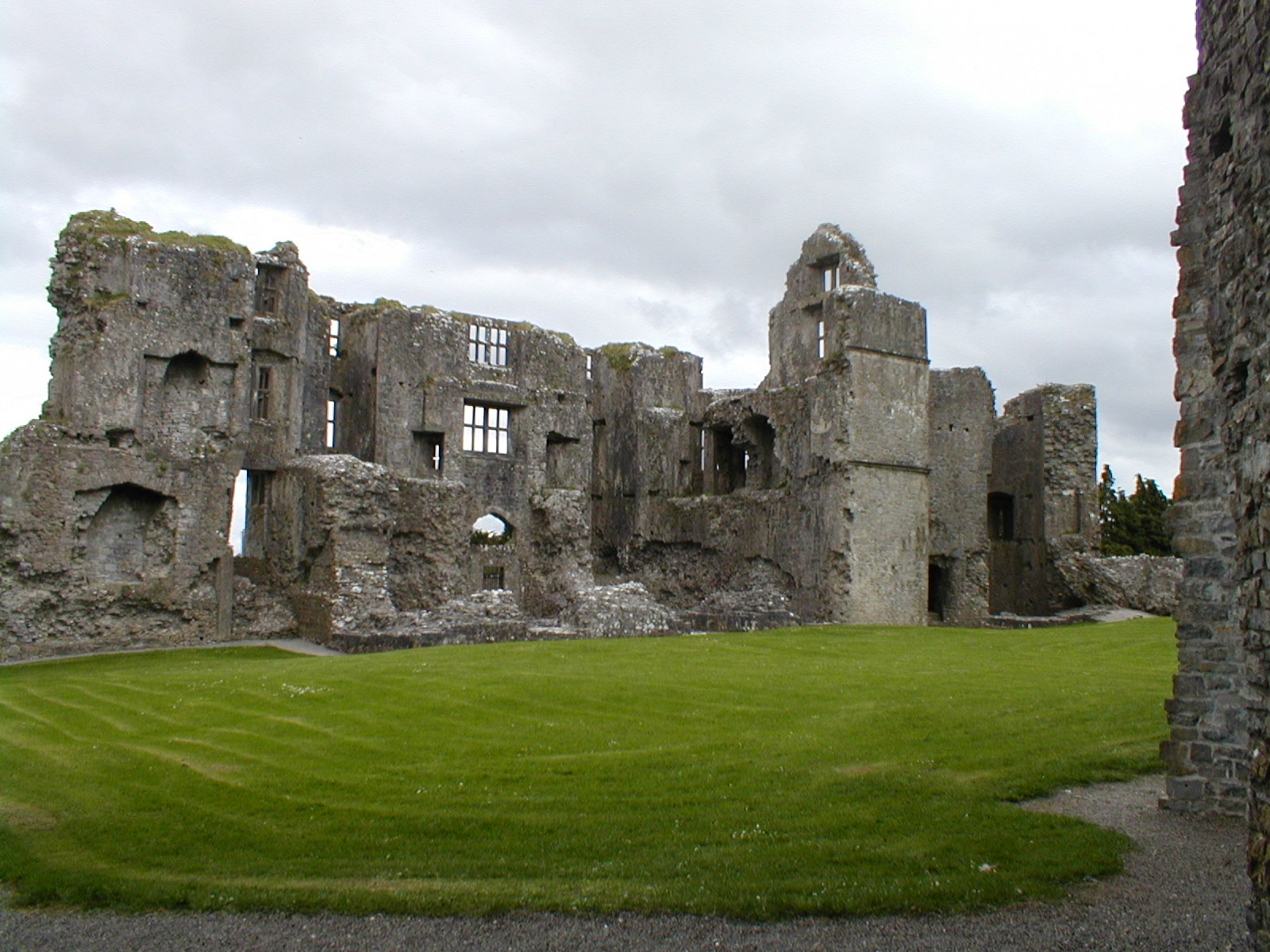
Ruines du château.